# Coinhive
Coinhive était une bibliothèque Javascript lancée en 2017, supprimée en avril 2019. Elle permettait à un site Web d’utiliser l’ordinateur client pour miner de la crypto-monnaie Monero. Ses auteurs souhaitaient proposer aux propriétaires de sites une alternative à la publicité en ligne.
En septembre 2017, le site The Pirate Bay intègre Coinhive en justifiant auprès des utilisateurs : « Nous voulons vraiment nous débarrasser de toutes les publicités. Mais nous avons également besoin d’argent pour assurer le bon fonctionnement du site. ». Toutefois, il l'abandonne à la suite de retours négatifs de ses utilisateurs.
Malgré son caractère innovant, l’utilisation abusive voire frauduleuse de Coinhive ternit sa réputation auprès des utilisateurs, des logiciels antipub et des logiciels antimalware,. Depuis octobre 2017, les auteurs de Coinhive proposent donc AuthedMine, une alternative exigeant l’accord du client pour réaliser le minage.